# Championnats du monde de triathlon 2025
Navigation
Édition précédente Édition suivante
Les championnats du monde de triathlon 2025 sont composés d'une série de sept étapes et d’une finale, organisées par la World Triathlon. Ce circuit à étapes porte le nom de « série des championnats du monde de triathlon » (World Triathlon Championship Series - WTCS.)

## Organisation
Les épreuves du championnat du monde comportent aussi bien des courses au format M (distance olympique), soit 1 500 m de natation, 40 km de cyclisme et 10 km de course à pied, qu'au format S (sprint), soit 750 m de natation, 20 km de cyclisme et 5 km de course à pied et des courses en relais mixte (4X4). Les titres de champion et championne du monde de triathlon sur courte distance, sont octroyés aux triathlètes totalisant le plus grand nombre de points au classement général. Les titres pour les U23 (espoir) et les juniors s'attribuent sur une seule course qui se déroule généralement lors des journées de la grande finale du circuit.
La grande finale du championnat aura lieu du 15 au 19 octobre à Wollongong

## Calendrier
| Étape  | Date                 | Ville                   | Pays                | M | S | R | E |
| ------ | -------------------- | ----------------------- | ------------------- | - | - | - | - |
| 1      | 15 – 16 février 2025 | Abou Dhabi              | Émirats arabes unis |   | x | x |   |
| 2      | 17 mai 2025          | Yokohama                | Japon               | x |   |   |   |
| 3      | 31 mai 2025          | Alghero                 | Italie              | x |   |   |   |
| 4      | 12 – 13 juillet 2025 | Hambourg                | Allemagne           |   | x | x |   |
| 5      | 29 – 31 aout 2025    | French Riviera (Fréjus) | France              |   | x |   |   |
| 6      | 14 septembre 2025    | Karlovy Vary            | Tchéquie            | x |   |   |   |
| 7      | 26 septembre 2025    | Weihai                  | Chine               | x |   |   |   |
| Finale | 15 – 19 octobre 2025 | Wollongong              | Australie           | x |   |   |   |

## Résultats

### Abu Dhabi
La course se déroule sur distance S.
| Position           | Hommes         | Hommes   | Femmes          | Femmes   |
| Position           | Nom            | Temps    | Nom             | Temps    |
| ------------------ | -------------- | -------- | --------------- | -------- |
| Médaille d'or      | Hayden Wilde   | 00:48:21 | Lisa Tertsch    | 00:54:29 |
| Médaille d'argent  | Matthew Hauser | 00:48:23 | Nina Eim        | 00:54:30 |
| Médaille de bronze | Vasco Vilaça   | 00:48:39 | Laura Lindemann | 00:54:31 |

| Position           | Équipe                                                                   | Temps     |
| ------------------ | ------------------------------------------------------------------------ | --------- |
| Médaille d'or      | Allemagne- Selina Klamt - Jan Diener - Tanja Neubert - Henry Graf        | 01:32:05  |
| Médaille d'argent  | États-Unis- Taylor Spivey - John Reed - Erika Ackerlund - Morgan Pearson | 01:32:211 |
| Médaille de bronze | Italie- Alice Betto - Nicola Azzano - Bianca Seregni - Euan De Nigro     | 01:32:24  |

### Yokohama
La course se déroule sur distance M.
| Position           | Hommes         | Hommes   | Femmes        | Femmes   |
| Position           | Nom            | Temps    | Nom           | Temps    |
| ------------------ | -------------- | -------- | ------------- | -------- |
| Médaille d'or      | Matthew Hauser | 01:41:08 | Jeanne Lehair | 01:51:34 |
| Médaille d'argent  | Vasco Vilaça   | 01:41:14 | Beth Potter   | 01:51:38 |
| Médaille de bronze | Miguel Hidalgo | 01:41:29 | Lisa Tertsch  | 01:51:40 |

### Alghero
La course se déroule sur distance M.
| Position           | Hommes         | Hommes   | Femmes              | Femmes   |
| Position           | Nom            | Temps    | Nom                 | Temps    |
| ------------------ | -------------- | -------- | ------------------- | -------- |
| Médaille d'or      | Miguel Hidalgo | 01:44:05 | Cassandre Beaugrand | 01:55:55 |
| Médaille d'argent  | Matthew Hauser | 01:44:33 | Bianca Seregni      | 01:56:33 |
| Médaille de bronze | Léo Bergère    | 01:45:09 | Olivia Mathias      | 01:57:04 |

### Hambourg
L'étape propose une course individuelle sur distance sprint et une épreuve en relais mixte.
| Position           | Hommes           | Hommes   | Femmes              | Femmes   |
| Position           | Nom              | Temps    | Nom                 | Temps    |
| ------------------ | ---------------- | -------- | ------------------- | -------- |
| Médaille d'or      | Matthew Hauser   | 00:50:07 | Léonie Périault     | 00:56:25 |
| Médaille d'argent  | Vasco Vilaça     | 00:50:14 | Cassandre Beaugrand | 00:56:29 |
| Médaille de bronze | Alessio Crociani | 00:50:36 | Beth Potter         | 00:56:32 |

| Position           | Équipe                                                                        | Temps    |
| ------------------ | ----------------------------------------------------------------------------- | -------- |
| Médaille d'or      | Australie- Sophie Linn - Luke Willian - Emma Jeffcoat - Matthew Hauser        | 01:16:52 |
| Médaille d'argent  | France- Léonie Périault - Yanis Seguin - Cassandre Beaugrand - Dorian Coninx  | 01:16:55 |
| Médaille de bronze | Allemagne- Lisa Tertsch - Lasse Nygaard Priester - Tanja Neubert - Henry Graf | 01:16:59 |

### Fréjus
L'étape propose une course individuelle sur distance sprint
| Position           | Hommes | Hommes | Femmes | Femmes |
| Position           | Nom    | Temps  | Nom    | Temps  |
| ------------------ | ------ | ------ | ------ | ------ |
| Médaille d'or      |        |        |        |        |
| Médaille d'argent  |        |        |        |        |
| Médaille de bronze |        |        |        |        |

### Weihai
La course se déroule sur distance M.
| Position           | Hommes | Hommes | Femmes | Femmes |
| Position           | Nom    | Temps  | Nom    | Temps  |
| ------------------ | ------ | ------ | ------ | ------ |
| Médaille d'or      |        |        |        |        |
| Médaille d'argent  |        |        |        |        |
| Médaille de bronze |        |        |        |        |

### Wollongong
La course se déroule sur distance M.
| Position           | Hommes | Hommes | Femmes | Femmes |
| Position           | Nom    | Temps  | Nom    | Temps  |
| ------------------ | ------ | ------ | ------ | ------ |
| Médaille d'or      |        |        |        |        |
| Médaille d'argent  |        |        |        |        |
| Médaille de bronze |        |        |        |        |

## Classement général championnat du monde élite
| Rang               | Nom | Points |
| ------------------ | --- | ------ |
| Médaille d'or      |     |        |
| Médaille d'argent  |     |        |
| Médaille de bronze |     |        |
| 4                  |     |        |
| 5                  |     |        |
| 6                  |     |        |
| 7                  |     |        |
| 8                  |     |        |
| 9                  |     |        |
| 10                 |     |        |

| Rang               | Nom | Points |
| ------------------ | --- | ------ |
| Médaille d'or      |     |        |
| Médaille d'argent  |     |        |
| Médaille de bronze |     |        |
| 4                  |     |        |
| 5                  |     |        |
| 6                  |     |        |
| 7                  |     |        |
| 8                  |     |        |
| 9                  |     |        |
| 10                 |     |        |